# Морлан, Франсуа-Луи де
Франсуа-Луи де Морлан (фр. François-Louis de Morlan, 1771—1805) — французский военный деятель, второй полковник гвардии (9 июня 1805 года), участник революционных и наполеоновских войн. Имя полковника выбито на Триумфальной арке в Париже.
В 4-м округе Парижа есть бульвар имени Морлана.

## Биография
Родился в 1771 году в городке Суйи, провинция Барруа. Начал службу 15 марта 1791 года в 11-м конно-егерском полку, 15 сентября стал младшим лейтенантом, затем 20 августа 1792 года — лейтенантом, 11 августа 1793 года — капитаном. Служил в Арденнской и Самбро-Мааской армиях. Получил пулевое ранение у Спримона 19 сентября 1795 года. Производится в командиры эскадрона 6 сентября 1801 года, а 13 октября 1802 году переводится в Консульскую гвардию. 31 января 1804 года — майор гвардии и заместитель командира полка конных егерей. После назначения Эжена Богарне вице-королём Италии, Морлан получает 9 июня 1805 года звание второго полковника гвардии, и командует полком конных егерей Императорской гвардии в кампании 1805 года. Получил смертельное ранение в битве под Аустерлицем 2 декабря 1805 года и умер в Брно 5 декабря.

## Награды
Легионер ордена Почётного легиона (25 марта 1804 года)
 Коммандан ордена Почётного легиона (14 июня 1804 года)